# 泰勒斯定理

泰勒斯定理：如果是直径，那么是直角。

泰勒斯定理（英語：Thales' theorem）以古希腊思想家、科学家、哲学家泰勒斯的名字命名，其内容为：若{\displaystyle A}, {\displaystyle B}, {\displaystyle C}是圆周上的三點，且{\displaystyle AC}是该圆的直徑，那么{\displaystyle \angle ABC}必然為直角。或者说，直径所对的圆周角是直角。该定理在欧几里得《几何原本》第三卷中被提到并证明。
泰勒斯定理的逆定理同样成立，即：直角三角形中，直角的顶点在以斜边为直径的圆上。

## 證明

### 证法一
以下證明主要使用兩個定理：
- 三角形的內角和等於180°
- 等腰三角形的兩個底角相等

- 泰勒斯定理的动态演示图。
- 证明图。

設{\displaystyle O}為圓心，因為{\displaystyle OA=OB=OC}，所以{\displaystyle \bigtriangleup OAB}和{\displaystyle \bigtriangleup OBC}都是等腰三角形。因為等腰三角形底角相等，故有{\displaystyle \angle OBC=\angle OCB}，且{\displaystyle \angle BAO=\angle ABO}。設{\displaystyle \alpha =\angle BAO}，{\displaystyle \beta =\angle OBC}。在{\displaystyle \bigtriangleup ABC}中，因为三角形的内角和等于180°，所以有
{\displaystyle \alpha +\left(\alpha +\beta \right)+\beta =180^{\circ }}
{\displaystyle {2}\alpha +{2}\beta =180^{\circ }}
{\displaystyle {2}(\alpha +\beta )=180^{\circ }}
{\displaystyle \therefore \angle ABC=\alpha +\beta =90^{\circ }.}

### 证法二
泰勒斯定理也可以用三角学方法证明，证明如下：
令{\displaystyle O=(0,0)}, {\displaystyle A=(-1,0)}, {\displaystyle C=(1,0)}。此时，{\displaystyle B}就是单位圆{\displaystyle (\cos \theta ,\sin \theta )}上的一点。我们将通过证明{\displaystyle AB}与{\displaystyle BC}垂直，即它们的斜率之积等于–1，来证明这个定理。计算{\displaystyle AB}和{\displaystyle BC}的斜率：
{\displaystyle m_{AB}={\frac {y_{B}-y_{A}}{x_{B}-x_{A}}}={\frac {\sin \theta }{\cos \theta +1}}}
{\displaystyle m_{BC}={\frac {y_{B}-y_{C}}{x_{B}-x_{C}}}={\frac {\sin \theta }{\cos \theta -1}}}
并证明它们的积等于–1:
{\displaystyle {\begin{aligned}&m_{AB}\cdot m_{BC}\\=&{\frac {\sin \theta }{\cos \theta +1}}\cdot {\frac {\sin \theta }{\cos \theta -1}}\\=&{\frac {\sin ^{2}\theta }{\cos ^{2}\theta -1}}\\=&{\frac {\sin ^{2}\theta }{-\sin ^{2}\theta }}\\=&-1\end{aligned}}}
注意以上证明过程中运用了毕达哥拉斯三角恒等式{\displaystyle \sin ^{2}\theta +\cos ^{2}\theta =1}。

### 逆定理的證明
此證明使用兩線的向量形成直角三角形，若且唯若其內積為零。設有直角三角形{\displaystyle ABC}，和以{\displaystyle AC}為直徑的圓{\displaystyle O}。設{\displaystyle O}在原點，以方便計算。则{\displaystyle AB}和{\displaystyle BC}的內積為：
{\displaystyle (A-B)\cdot (B-C)=(A-B)\cdot (B+A)=|A|^{2}-|B|^{2}=0}
{\displaystyle |A|=|B|}
故{\displaystyle A}和{\displaystyle B}與圓心等距，即{\displaystyle B}在圆上。

## 一般化以及有关定理
泰勒斯定理是「同弧所对的圓周角是圓心角的一半」的一個特殊情況。
以下是泰勒斯定理的一个相关定理：
如果{\displaystyle AC}是一个圆的直径，则：
- 若{\displaystyle B}在圆内，则{\displaystyle \angle ABC>90^{\circ }}
- 若{\displaystyle B}在圆上，则{\displaystyle \angle ABC=90^{\circ }}
- 若{\displaystyle B}在圆外，则{\displaystyle \angle ABC<90^{\circ }}

## 歷史
泰勒斯並非此定理的首名發現者，古埃及人和巴比倫人一定已知這特性，可是他們沒有給出證明。